# Wapen van Gaast

Wapen van Gaast

Het wapen van Gaast is het dorpswapen van het Nederlandse dorp Gaast, in de Friese gemeente Súdwest-Fryslân. Het wapen werd in 1969 geregistreerd.

## Beschrijving
De blazoenering van het wapen in het Fries luidt als volgt:
Skeanoer fan loftsboppe yn trijen fan grien, swart en goud. It swart biladen mei in spuitsjende walfisk fan sulver, mei de kop nei rjochts.
De Nederlandse vertaling luidt als volgt: 
Schuin overdwars van linksboven in drieën van groen, zwart en goud. Het zwart beladen met een spuitende walvis van zilver, met de kop naar rechts.
De heraldische kleuren zijn: sinopel (groen), sabel (zwart), goud (goud) en zilver (zilver).

## Symboliek
- Walvis: verwijst naar een gevelsteen die ingemetseld was in een woning in Gaast.[2] Deze steen bevindt zich in het Fries Scheepvaart Museum te Sneek.[3]

## Zie ook

Vlag van Gaast